# Ото I фон Лобдебург
Ото I фон Лобдебург (на немски: Otto I von Lobdeburg Bischof von Würzburg; † 5 декември 1223) е като Ото I епископ на Вюрцбург (1207 – 1223).

## Произход
Той е петият, най-малкият син на граф Хартман II фон Лобдебург-Алерхайм († 11 ноември 1186), свободен господар на Аухаузен (1166), и съпругата му фон Магдебург, дъщеря на Бурхард I фон Кверфурт бургграф на Магдебург († ок. 1162) и на фон Магдебург. Братя е на граф Хартман III фон Лобдебург-Алерхайм († сл. 1203), Бертхолд († сл. 1186), Бурхард († сл. 1186) и Конрад фон Лобдебург († ок. 1218). Племенник е на Рабодо фон Лобдебург († 1176), епископ на Шпайер (1173 – 1176), и чичо на Херман I фон Лобдебург († 1254), епископ на Вюрцбург (1225 – 1254). Роднина е на Конрад фон Кверфурт († 1142), архиепископ на Магдебург (1134 – 1142), и на Конрад I фон Кверфурт († 1202), епископ на Хилдесхайм (1194 – 1202) и Вюрцбург (1201 – 1202), канцлер на двама римско-немски крале (1194 – 1201), и на Зигфрид фон Кверфурт († ок. 1150), епископ на Вюрцбург.

## Духовна кариера и управление
През 1197 г. Ото I фон Лобдебург е домпробст в Наумбург, ок. 1203 г. в документи е домпропст във Вюрцбург и през 1207 г. (15 юли?) е избран за епископ. Като епископ на Вюрцбург Ото I се ангажира в имперската политика.
От 1207 г. Ото I фон Лобдебург пътува с църковни задачи по нареждане на папа Инокентий III. На 24 май 1209 г. кандидатът за императорската корона Ото IV пристига в тържествено украсения Вюрцбург, където се състои голямо събиране на имперските князе, които подготвят пътуването до Рим и коронизацията на императора. През 1210 г. императорът и папата се скарват. Геген-крал е Фридрих II фон Хоенщауфен. Епископ Ото I остава на страната на император Ото IV. В Кьолн и Вюрцбург избухват тежки неспокойствия. Във Вюрцбург министериалите на Равенсбург представят каноника Хайнрих III фон Равенсбург като кандидат за епископ. Равенсбургите вече са убили Конрад фон Кверфурт († 1202). Изгоненият от Вюрцбург Ото I фон Лобдебург обаче побеждава Равенсбургите.
През 1212 г. епископ Ото I фон Лобдебург вече не подкрепя Велфите, а Хоенщауфените. Той подкрепя геген-краля Фридрих II фон Хоенщауфен и тръгва за него в свитатата на военна група през 1213 и 1217 г. за Тюрингия против Ото IV. Така той печели доверието на Фридрих II и става религиозен грижовник на неговия син Хайнрих (VII) по времето, когато той е в Италия.
Ото I основава през 1221 г. францисканския манастир Вюрцбург, първият манастир на францисканските миноритен северно от Алпите. Освен това се създават първите клонове на Тевтонския орден в епископство Вюрцбург.
Не е известно къде е погребан; неговата дясна ръка е занесена в манастир Аухаузен, дарен от неговата фамилия господарите на Лобдебург.